# Governo Espot Zamora II
Il Governo Espot Zamora II è l'attuale governo del Principato di Andorra, in carica dal 17 marzo 2023 Si è formato in seguito alle elezioni legislative del 2023, che hanno visto la vittoria della coalizione guidata dai partiti Democratici per Andorra e Cittadini Coinvolti.

## Compagine di governo

### Appartenenza politica
L'appartenenza politica dei membri del Governo attualmente è la seguente:
| Partito | Partito                 | Capo del Governo | Ministri | Totale |
| ------- | ----------------------- | ---------------- | -------- | ------ |
|         | Democratici per Andorra | 1                | 10       | 11     |
|         | Cittadini Coinvolti     | -                | 1        | 1      |
|         | Azione per Andorra      | -                | 1        | 1      |
| Totale  | Totale                  | 1                | 12       | 13     |

### Provenienza geografica
La provenienza geografica dei membri del Governo alla sua formazione si può così riassumere:
| Parrocchia          | Capo del Governo | Ministri | Totale |
| ------------------- | ---------------- | -------- | ------ |
| Escaldes-Engordany  | 1                | 1        | 2      |
| Sant Julià de Lòria | -                | 3        | 3      |
| Canillo             | -                | 2        | 2      |
| La Massana          | -                | 2        | 2      |
| Encamp              | -                | 1        | 1      |
| Estero              | -                | 2        | 2      |

### Sostegno parlamentare
| Camera             | Collocazione     | Partiti                       | Seggi   |
| ------------------ | ---------------- | ----------------------------- | ------- |
| Consiglio generale | Maggioranza      | DA (13), CC (3)               | 16 / 28 |
| Consiglio generale | Appoggio esterno | NI (1)                        | 1 / 28  |
| Consiglio generale | Opposizione      | Concordia (5), PS (3), AE (3) | 11 / 28 |

## Composizione
Il Governo è composto da 13 ministri (compreso il capo del Governo).
| Carica                                                         | Titolare | Titolare | Titolare                     |
| -------------------------------------------------------------- | -------- | -------- | ---------------------------- |
| Capo del Governo                                               |          |          | Xavier Espot Zamora (DA)     |
| Presidenza, economia, lavoro e abitazione                      |          |          | Conxita Marsol Riart (DA)    |
| Relazioni istituzionali, istruzione e università               |          |          | Ladislau Baró Solà (DA)      |
| Turismo e commercio                                            |          |          | Jordi Torres Falcó (DA)      |
| Finanze                                                        |          |          | Ramon Lladós Bernaus (DA)    |
| Affari esteri                                                  |          |          | Imma Tor Faus (DA)           |
| Giustizia e interno                                            |          |          | Ester Molné Soldevila (DA)   |
| Territorio e urbanistica                                       |          |          | Raul Ferré Bonet (CC)        |
| Affari sociali e pubblica amministrazione                      |          |          | Trinitat Marín González (DA) |
| Sanità                                                         |          |          | Helena Mas Santuré (DA)      |
| Ambiente, agricoltura e allevamento Portavoce del Governo      |          |          | Guillem Casal Font (DA)      |
| Cultura, gioventù e sport                                      |          |          | Mònica Bonell Tuset (DA)     |
| Funzione pubblica, trasformazione digitale e telecomunicazioni |          |          | Marc Rossell Soler (ACC!Ó)   |

### Bibliografiche
1. ↑  (FR) Législatives en Andorre : la coalition de centre-droit reste au pouvoir, su Le Figaro, 3 aprile 2023. URL consultato il 17 agosto 2025.
2. ↑   Andorra. Elezioni generali: Xavier Espot è stato confermato premier per altri quattro anni | Notizie Geopolitiche, su notiziegeopolitiche.net, 3 aprile 2023. URL consultato il 17 agosto 2025.
3. ↑  (CA) Els ministres - Govern d’Andorra, su Govern d’Andorra. URL consultato il 17 agosto 2025 (archiviato dall'url originale il 18 luglio 2025).

### Esplicative
1. ↑  Conxita Marsol Riart e Ramon Lladós Bernaus sono nati in Spagna.
2. ↑  Dal giugno 2025.